# Ceratocampinae
De Ceratocampinae zijn een onderfamilie van vlinders uit de familie van de nachtpauwogen (Saturniidae). Het typegeslacht van de onderfamilie is Ceratocampa Harris, 1833 = Citheronia Hübner, 1819.

## Geslachten
- Adeloneivaia Travassos, 1940
- Adelowalkeria Travassos, 1941
- Almeidella Oiticica Filho, 1946
- Anisota Hübner, 1820
- Bathyphlebia Felder, C. & Felder, R. 1874
- Ceratesa Michener, 1949
- Ceropoda Michener, 1949
- Cicia Oiticica Filho, 1964
- Citheronia Hübner, 1819
- Citheronioides Lemaire, 1988
- Citheronula Michener, 1949
- Citioica Travassos & Noronha, 1965
- Dacunju Travassos & Noronha, 1965
- Dryocampa Harris, 1933
- Eacles Hübner, 1819
- Giacomellia Bouvier, 1930
- Jaiba Lemaire, Tangerini & Mielke, 1999
- Megaceresa Lemaire, Tangerini & Mielke, 1999
- Mielkesia Lemaire, 1988
- Neorcarnegia Draudt, 1930
- Oiticella Travassos & Noronha, 1965
- Othorene Boisduval, 1872
- Procitheronia Michener, 1949
- Psilopygida Michener, 1949
- Psilopygoides Michener, 1949
- Ptiloscola Michener, 1949
- Rachesa Michener, 1949
- Schausiella Bouvier, 1930
- Scolesa Michener, 1949
- Syssphinx Hübner, 1819